# San José de Paredon
San José de Paredon (auch San José del Paredon) ist eine Ortschaft im Departamento Chuquisaca im südamerikanischen Andenstaat Bolivien.

## Lage im Nahraum
San José de Paredon ist der fünftgrößte Ort im Municipio Tarabuco in der Provinz Yamparáez. Die Ortschaft liegt auf einer Höhe von 3006 m am rechten, westlichen Ufer des Río Jatun Mayu (auch: Río Tarabuco), der flussabwärts den Namen Río Icla trägt und in den Río Pilcomayo mündet.

## Geographie
San José de Paredon liegt zwischen dem Altiplano und dem bolivianischen Tiefland im Höhenzug der bolivianischen Cordillera Central. Das Klima ist ein kühl-gemäßigtes Höhenklima mit typischem Tageszeitenklima, bei dem die Temperaturunterschiede im Tagesverlauf stärker schwanken als im Jahresverlauf.
Die Jahresdurchschnittstemperatur in Tarabuco liegt bei etwa 9 °C (siehe Klimadiagramm Tarabuco), die Monatsdurchschnittswerte schwanken zwischen 6 °C im Juli und 11 °C im November. Der Jahresniederschlag beträgt 600 mm und weist vier aride Monate von Mai bis August mit Monatswerten unter 10 mm auf, und eine deutliche Feuchtezeit von Dezember bis Februar mit Monatsniederschlägen zwischen 100 und 125 mm.

## Verkehrsnetz
San José de Paredon liegt in einer Entfernung von 81 Straßenkilometern östlich von Sucre, der Hauptstadt des Departamentos Chuquisaca.
Durch Sucre führt die 976 Kilometer lange Nationalstraße Ruta 6, die von Machacamarca an der Nord-Süd-Magistrale Ruta 1 über Sucre und Tarabuco bis in den Gran Chaco im bolivianischen Tiefland führt und an der Grenze zu Paraguay endet.
In Tarabuco zweigt eine Landstraße in südöstlicher Richtung von der Ruta 6 ab und erreicht nach sechs Kilometern Puca Puca. Von dort sind es noch einmal acht Kilometer nach Süden den Río Tarabuco flussabwärts bis San José de Paredon.

## Bevölkerung
Die Einwohnerzahl der Ortschaft ist im vergangenen Jahrzehnt  deutlich zurückgegangen:
| Jahr | Einwohner         | Quelle       |
| ---- | ----------------- | ------------ |
| 1992 | keine Detaildaten | Volkszählung |
| 2001 | 878               | Volkszählung |
| 2012 | 620               | Volkszählung |
| 2024 |                   | Volkszählung |

Die Region weist einen hohen Anteil an Quechua-Bevölkerung auf, im Municipio Tarabuco sprechen 98,6 Prozent der Bevölkerung Quechua.